# Christoph Hesse (Verwaltungsjurist)
Christoph Albert Otto August Hesse (* 30. Dezember 1910 in Grund im Harz; † 19. Januar 1945) war ein deutscher Verwaltungsjurist und amtierte ab 1942 als Landrat im Landkreis Welun, Reichsgau Wartheland.

## Leben
Nach seinem Studium und dem großen Staatsexamen wurde er im Landratsamt in Hirschberg in Schlesien und in Marienwerder eingesetzt. Zum 1. Juli 1931 trat er in die NSDAP ein (Mitgliedsnummer 572.823). Hesse war Mitglied der Sturmabteilung (SA). Seit 1939 arbeitete er an der Regierung in Posen im 1939 eroberten Polen, seit 1941 als Regierungsrat. 1942 wurde er zur Wehrmacht eingezogen und wurde bei den Kämpfen am Ilmensee schwer verwundet. Ende des Jahres 1942 wurde Hesse zum kommissarischen Landrat im annektierten Landkreis Welun ernannt.
Hesse war mit dem Eisernen Kreuz (1939) II. Klasse und dem Verwundetenabzeichen in Silber ausgezeichnet.
Mit Beschluss des Amtsgerichts Göttingen vom 10. März 1955, Az: 7 UR 119/54, wurde Hesse auf den 19. Januar 1945 für tot erklärt.